# バレーボールガイアナ男子代表
バレーボールガイアナ男子代表は、バレーボールの国際大会で編成されるガイアナの男子バレーボールナショナルチームである。

## 歴史
1966年に国際バレーボール連盟へ加盟。第8回大会の1969年南米選手権、第22回大会の1997年南米選手権に出場し、いずれも出場国中最下位であった。その後、南米選手権には10年以上出場していない。世界選手権大陸予選の出場もないため、FIVBランキングはランク外である。

## 過去の成績

### オリンピックの成績
- 出場なし

### 世界選手権の成績
- 出場なし

### 南米選手権の成績
- 1969年 - 8位
- 1997年 - 10位